# ۱۶۸۵ (میلادی)

## زادروزها
- ۲۳ فوریه - گئورگ فریدریش هندل آهنگساز آلمانی‌تبار انگلیس.
- ۲۱ مارس - یوهان سباستین باخ موسیقی‌دان آلمانی